# Битва покрытий (теннис)
Битва покрытий (англ. Battle of Surfaces) — показательный матч, который провела Ассоциация теннисистов-профессионалов (ATP) 2 мая 2007 года. Состоялся на стадионе Пальма Арена (Palma Arena) в городе Пальма-де-Майорка — родном для испанского теннисиста.
В матче приняли участие 1-я ракетка мира швейцарец Роджер Федерер и 2-й в рейтинге — испанец Рафаэль Надаль. Матч делало уникальным то, что одна половина корта имела грунтовое покрытие, а другая — травяное. В итоге, Надаль выиграл со счётом 7-5, 4-6, 7-6(12-10)․
Причиной, по которой сконструировали данный корт, было показать преимущества обоих теннисистов на их «любимых покрытиях», так как Федерер доминировал на травяных кортах (48 побед подряд), в то время как Надаль — на грунтовых (81 победа). Его постройка обошлась в $ 1 630 000 и заняла 19 дней.